# Amsterdamse Golf Club
De Amsterdamse Golf Club (AGC) werd in 1934 opgericht en was toen de achtste golfclub in Nederland. De baan van de Amsterdamse Golf Club ligt in het buitengebied op de grens tussen Amsterdam-West en Halfweg.

## Geschiedenis
De AGC speelde vroeger op een terrein van 34 hectare nabij Duivendrecht in een lus van het spoor. Het terrein was net groot genoeg voor 18 holes. Op 14 september 1935 werd daar de eerste golfbaan van de AGC geopend.
In 1990 verhuisde de AGC naar de huidige locatie bij Spaarnwoude omdat op het oude terrein een aantal holes moest verdwijnen vanwege de bouw van Station Duivendrecht en de Utrechtboog. De club verhuisde naar een voormalige aardappelakker in de Houtrakpolder. Op een gebied van bijna 60 ha ontwierp de architect Paul Rolin de nieuwe baan (18 holes). Er kwam een houten clubhuis van de firma Finnhouse. Deze nieuwe baan werd op vrijdagochtend 21 september 1990 in gebruik genomen. De baan werd in 1992 en in 2006 gewijzigd door Gerard Jol.